# سان دييغو-تيخوانا
سان دييغو-تيخوانا (بالإنجليزية: San Diego–Tijuana)‏ هي مدينة حضرية دولية، تمتد على حدود المدن الساحلية في أمريكا الشمالية متاخمة لمدينة سان دييغو في ولاية كاليفورنيا، الولايات المتحدة وتيخوانا في ولاية باها، المكسيك. بلغ عدد سكان المنطقة في عام 2012 ما مجموعه 4,922,723 نسمة، مما يجعلها أكبر تجمع مشترك بين الولايات المتحدة والمكسيك، وهو ثاني أكبر تجمع بين الولايات المتحدة وبلد آخر (بعد ديترويت - وندسور ) ورابع أكبر دولة في العالم. في مجملها، تتكون المنطقة من مقاطعة سان دييغو في الولايات المتحدة وبلديات تيخوانا وشاطئ روزاريتو وتيكات في المكسيك. وهي ثالث أكبر منطقة سكانية في منطقة كاليفورنيا-باجا كاليفورنيا، وهي أصغر فقط من منطقة لوس أنجلوس الحضرية الكبرى ومنطقة خليج سان فرانسيسكو.

Torrey Pines State Reserve, home to Pinus torreyana torreyana, the sole location worldwide of the subspecies.

## روابط خارجية
- International Call Assistance

المنظمات
- San Diego Dialogue of UCSD
- ULI San Diego/Tijuana District Council